# Décennie des Nations unies pour la biodiversité

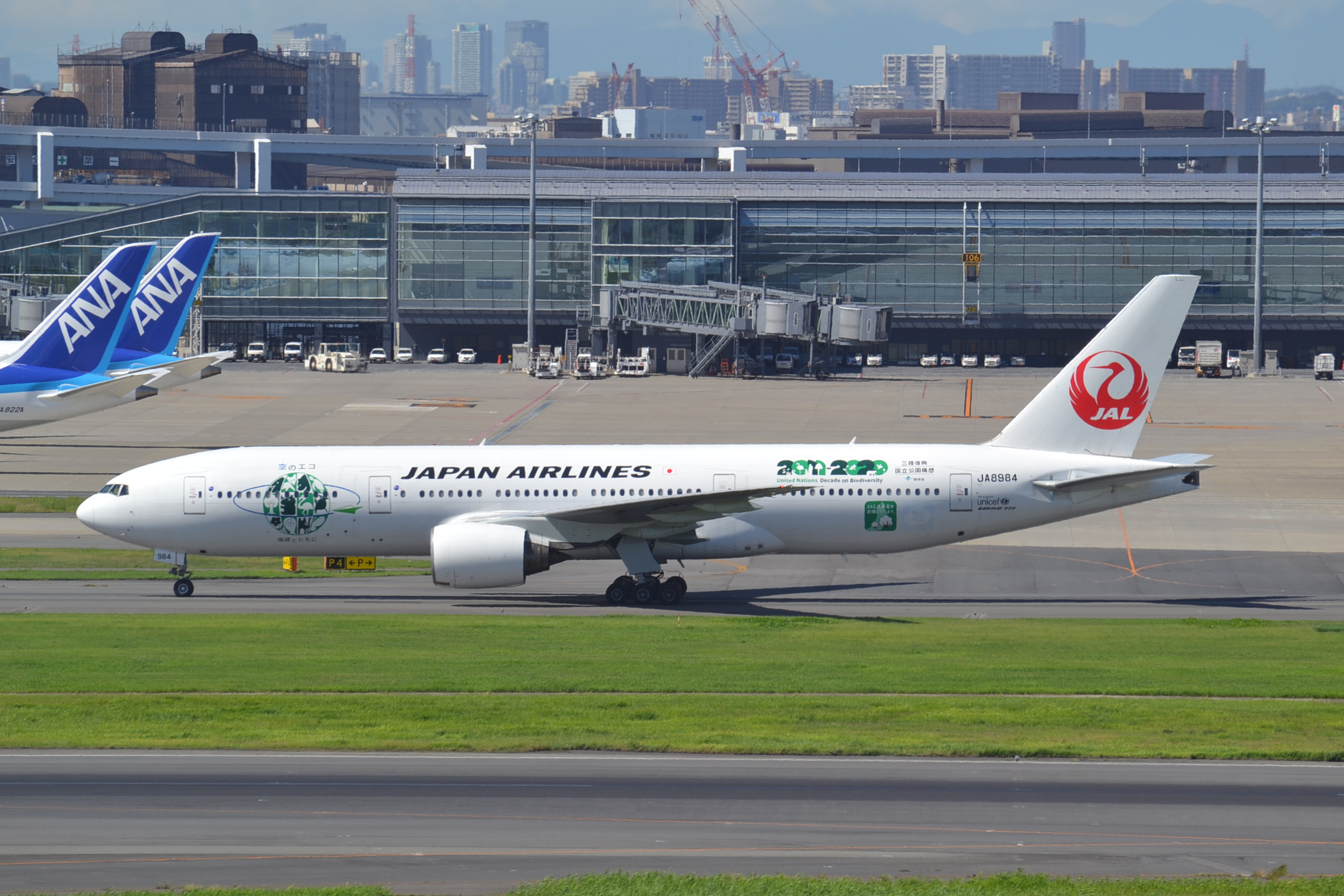
Avion à l'effigie du programme

La Décennie des Nations unies pour la biodiversité (2011-2020) est un programme de l'ONU pour la défense de la biodiversité.

## Description
Elle a été proclamée lors de l'Assemblée générale des Nations unies (résolution 65/161) le 22 décembre 2010 en continuité de l'Année internationale de la biodiversité et sert à soutenir et à promouvoir la mise en œuvre des objectifs du Plan stratégique pour la biodiversité et les Objectifs d'Aichi pour la biodiversité.
Elle vise également à promouvoir la participation d'une variété de facteurs nationaux et intergouvernementaux et d'autres intervenants dans le but d'intégrer la biodiversité dans la planification globale du développement et des activités économiques.
Son ambassadeur est Arved Fuchs.